# Vola (banda)
Vola (muchas veces estilizado VOLA) es una banda danesa de metal progresivo fundada en Copenhague alrededor del año 2006. Desde entonces hasta ahora, el grupo ha sufrido cambios notables en su formación y actualmente sus integrantes son Asger Mygind a la voz y a la guitarra, Martin Werner a los teclados, Nicolai Mogensen al bajo y el sueco Adam Janzi a la batería. 
La música de Vola es por lo general etiquetada como metal progresivo, metal alternativo y djent. Su disco debut Inmazes (editado en 2015) ha sido descrito como una fusión entre los sonidos típicos del metal progresivo y la música electrónica, creando un sonido que destaca por contener compases raros, riffs complejos y estribillos pegadizos y melódicos. Su portada llevó a críticos a compararles con Pink Floyd, Rammstein o Meshuggah.  En el segundo disco Applause of a Distant Crowd, el grupo amplía su abanico musical utilizando una base de rock progresivo con más uso de elementos electrónicos, limitando el sonido metalero a las canciones "Smartfriend" y "Whaler". 
Las influencias del grupo son bastante variadas y algunas citadas por sus integrantes son Opeth, Porcupine Tree, Devin Townsend, Soilwork, Meshuggah, Massive Attack, Ulver y Mew. El propio Mygind ha dicho ser muy fan del músico británico Steven Wilson, llegando a seleccionar sus diez canciones favoritas durante una entrevista para Prog Magazine en 2018. 

## Miembros

### Actuales
- Asger Mygind – guitarras, voz principal (2006–presente)
- Martin Werner – teclados (2006–presente)
- Nicolai Mogensen – bajo, voz secundaria (2009–presente), sintetizador (2021–presente)
- Adam Janzi – batería (2017–presente)

### Pasados
- Jeppe Bloch – bajo (2006–2009)
- Niklas Scherfig – batería (2006–2011)
- Niels Dreijer – guitarras, voz secundaria (2006–2012)
- Felix Ewert – batería (2011–2017)

### En vivo
- Simen Sandnes – batería (2016)

## Discografía

### Discos de estudio
- Inmazes (2015)
- Applause of a Distant Crowd (2018)
- Witness (2021)
- Friend of a Phantom (2024)

### EP
- Demo ep (2006)
- Homesick Machinery (2008)
- Monsters (2011)
- October Session (2017)

### Discos en vivo
- Live from the Pool (2022)

### Sencillos
- "Fireflies [en vivo]" (2008)
- "Golden Lighthouse Failure" (2010)
- "Glasswork" (2010)
- "Head Mounted Sideways" (2020)
- "Straight Lines" (2021)
- "24 Light-Years" (2021)
- "These Black Claws" (con Shahmen) (2021)
- "Napalm (Re-Witnessed)" (2022)
- "Paper Wolf" (2023)
- "Break My Lying Tongue" (2024)
- "I Don't Know How We Got Here" (2024)
- "Cannibal" (con Anders Friden) (2024)
- "Bleed Out" (2024)